# Code Name: S.T.E.A.M.
Code Name: S.T.E.A.M., anomenat al Japó Code Name: S.T.E.A.M.: Lincoln vs Aliens (Code Name: S.T.E.A.M. ンカーン VS エイリアン, Code Name: S.T.E.A.M. Rinkan Basasu Eirian), és un futur videojoc d'estratègia per torns desenvolupat per Intelligent Systems que publicarà Nintendo el 13 de març a Amèrica i 15 de maig de 2015 a Europa per a la videoconsola portàtil Nintendo 3DS.

## Jugabilitat
Code Name: S.T.E.A.M. és un videojoc d'estratègia per torns, com Valkyria Chronicles, però també conté elements provinents d'un videojoc de tir en tercera persona. Els membres d'aquest equip han d'estar alerta al seu inventari de vapor, ja que és una substància essencial per al maneig i ús d'armes i per a l'ús d'una habilitat anomenada "guàrdia" (el fet d'estalviar vapor per atacar a un enemic, que es pot atordir, fer acabar el seu torn i evitar danys alhora). Code Name: S.T.E.A.M. té diverses maneres multijugador per fins a quatre jugadors. Jugant amb la campanya desbloqueja nous membres al seu equip. A l'inici de la missió s'han de triar quatre d'ells.
Es podran fer servir els amiibo de Marth, Ike, Lucina i Robin per desbloquejar armes i atacs.
Una demo del joc va sortir el 29 de gener de 2015 a Europa i Amèrica.

## Argument
En la història del joc, el president Abraham Lincoln va cridar l'S.T.E.A.M - Strike Team Eliminating Alien Menace per aturar una invasió d'alienígenes a Londres durant l'edat del vapor amb aspecte totalment tridimensional inspirats en el steampunk. La majoria dels membres jugables de la unitat es basa apagat d'icònics personatges de ficció de la literatura nord-americana, com Henry Fleming (basat en el personatge de The Red Badge of Courage), el Cowardly Lion d'El mag d'Oz, Tiger Lily de Peter Pan, i Tom Sawyer de Les aventures de Tom Sawyer.

## Desenvolupament
| Director    | Paul Patrashcu   |
| Productor   | Hitoshi Yamagami |
| Artista     | Takako Sasaki    |
| Compositor  | Yoshito Hirano   |
| Referències | [ 8 ]            |

Després que s'anunciessin dues conferències especials per parlar profundament de certs jocs, i una d'elles fos Super Smash Bros. i l'altra un joc desconegut per a 3DS, realitzada de les 1 h a les 2:30 h de l'11 de juny, es va anunciar oficialment amb el nom de Code Name: S.T.E.A.M. com si fos una nova IP, així com vídeos i imatges. A més de ser desenvolupat per Intelligent Systems, Shigeru Miyamoto de Mario i The Legend of Zelda, i Hitoshi Yamagami de Xenoblade Chronicles, Fire Emblem i Pokémon, participarà en la creació del joc. D'acord amb els productors, l'aspecte dels extraterrestres va ser influenciat per les de l'escriptor d'històries de terror anglès H.P. Lovecraft. L'aspecte del joc és basat en l'estil i art de dibuixants nord-americans famosos com Jack Kirby, Bruce Timm i Mike Mignola.
El 5 de novembre, en un Nintendo Direct, es va anunciar que el joc sortiria a Europa el maig de 2015, ensenyant un nou tràiler. En els The Game Awards de 2014 celebrades el 6 de desembre, es va anunciar que sortiria el 13 de desembre a Amèrica.
El 14 de gener de 2015, en un Nintendo Direct, es va anunciar la funcionalitat amb amiibo i que sortiria el 15 de maig de 2015 a Europa i el 13 de març a Amèrica.

## Recepció

### Màrqueting
El joc es va poder provar en el PAX East de 2015 del 6 al 8 de març a Boston i en un esdeveniment el 12 d'abril a la cadena de botigues estatunidenques Best Buy.